# Jean Bourgogne
Jean Bourgogne (Marseille, 14 februari 1903 – Neuilly-sur-Seine, 10 maart 1999) was een Franse entomoloog, die zich heeft gespecialiseerd in vlinders, met name in de zakjesdragers (Psychidae).

## Levensloop
In 1936 kreeg hij een functie bij de afdeling Entomologie van het Muséum national d'histoire naturelle van Parijs. In 1935 werd hij lid van de Société entomologique de France. Hij specialiseerde zich in de zakjesdragers (Psychidae). In 1959 richtte hij het tijdschrift Alexanor op, waarin artikelen over entomologie verschenen. Hij schonk zijn collectie aan de afdeling Entomologie van het Muséum national d'histoire naturelle van Parijs.

## Soorten die naar Jean Bourgogne zijn vernoemd
- Agrilus bourgognei Descarpentries & Villiers, 1963
- Antiophlebia bourgognei Laporte, 1975
- Apisa bourgognei Kiriakoff, 1952
- Bergeria bourgognei Kiriakoff, 1952
- Catoptria conchella bourgognei Leraut, 2001
- Elophila bourgognei Leraut, 2001
- Metasia cuencalis bourgognei Leraut, 2001
- Pyrgus bourgognei Picard, 1948
- Roseala bourgognei Viette, 1950
- Sericochroa bourgognei Thiaucourt, 2003

- Bibliothèque nationale de France: cb12319530n (data)
- International Standard Name Identifier: 0000 0000 7140 7060
- Library of Congress Control Number: no2009161864
- Nationale Bibliotheek van Israël: 987009541017905171
- Système universitaire de documentation: 032099894
- Virtual International Authority File: 29602566
- WorldCat: E39PBJyCFqgXMrFyPBCD6X9v73